# Odynerus cardinalis
Odynerus cardinalis är en stekelart som beskrevs av Blackburn och Cameron 1886. Odynerus cardinalis ingår i släktet lergetingar, och familjen Eumenidae. Inga underarter finns listade i Catalogue of Life.